# Karetmager
En karetmager var en håndværker, der fremstillede vogne og hjul til kareter. Karetmagerne blev ofte kaldt hjulmænd.
Egentlig var sidste karetmagere, der blev udlært, var autokaretmagere, der virkede, mens der endnu var træ i bilernes karosseri.
I 2006 blev en mand udlært som karetmager på Hjerl Hedes Frilandsmuseum. Han var den første lærling i det gamle hestevognsfag i omkring 50 år og blev oplært af et par ældre karetmagermestre.

## Ekstern Henvisning
- http://www.karetmager.dk
- http://www.baskholm.dk/haandbog/haandbog.html Arkiveret 16. september 2008 hos  Wayback Machine

| Job | Spire Denne artikel om et job eller en stillingsbetegnelse er en spire som bør udbygges. Du er velkommen til at hjælpe Wikipedia ved at udvide den. |